# Roșia, Cetatea Albă
Roșia (în ucraineană Красна Коса, transliterat: Krasna Kosa) este un sat în comuna Cazaci din raionul Cetatea Albă, regiunea Odesa, Ucraina.

## Demografie
Componența lingvistică a comunei Roșia
     Ucraineană (92,4%)
     Rusă (3,75%)
     Română (3,55%)
     Alte limbi (0,1%)
Conform recensământului din 2001, majoritatea populației comunei Roșia era vorbitoare de ucraineană (92,4%), existând în minoritate și vorbitori de rusă (3,75%) și română (3,55%).